# 瓦伊利亞斯區
瓦伊利亞斯區（西班牙語：Distrito de Huaylillas），是秘魯的一個區，位於該國西北部拉利伯塔德大區的帕塔斯省，面積89.73平方公里，海拔高度2,500米，2005年人口1,303，人口密度每平方公里15人。